# Sierra de Calilegua
La sierra de Calilegua es una formación montañosa perteneciente al sistema de las Sierras subandinas, ubicada en el sudeste de la provincia de Jujuy en el noroeste de la República Argentina. Se estima que la sierra posee una antigüedad de unos 20 millones de años. Aloja los cerros Amarillo (3646 m s. n. m.), Hermoso (2800 m s. n. m.) y el Morro Alto (2490 m s. n. m.), y por ella fluye el río Zora.
Se desconoce con certeza el origen o significado del vocablo “Calilegua”, pero hay quienes sostienen que es de origen aimara y que significa “Mirador de Piedra”.

## Parque nacional Calilegua
Sobre los faldeos orientales de la sierra de Calilegua se encuentra el parque nacional Calilegua que es un área protegida, en el sudeste de la provincia de Jujuy en el noroeste de la República Argentina. El decreto N.º 2149/90 del 10 de octubre de 1990 designó a dos sectores del parque nacional como reserva natural estricta. Es una de las zonas núcleo de la reserva de biosfera de las Yungas, junto al parque nacional Baritú, la reserva nacional El nogalar de Los Toldos, el parque provincial Laguna Pintascayo y el parque provincial Potrero de Yala.
En el parque, habitan una 250 especies de árboles, 100 de helechos, y más de 260 especies de aves y 80 especies de mamíferos.